# Persone uccise negli anni di piombo (1970)
Di seguito viene riportata una sintetica cronologia delle vittime provocate in Italia durante gli anni di piombo nel 1970.

## Vittime del 1970
| Data                        | Nome comune                 | Località        | Responsabili                                                                  | Vittime | Note |
| --------------------------- | --------------------------- | --------------- | ----------------------------------------------------------------------------- | --- | --- |
| 1º maggio                   | Omicidio di Ugo Venturini   | Genova          | Estremisti di sinistra                                                        | Ugo Venturini (MSI)                                                                                           | Muore colpito da una bottigliata alla testa durante gli scontri in città tra estremisti di destra e di sinistra. |
| 22 luglio                   | Strage di Gioia Tauro       | Gioia Tauro     | Vincenzo Caracciolo, Giuseppe Scarcella e Vito Silverini ('Ndrangheta)        | Rita Camicia, Rosa Fazzari, Andrea Gangemi, Nicoletta Mazzocchio, Letizia Palumbo e Adriana Vassallo (civili) | Un'esplosione sui binari fa deragliare il treno Freccia del Sud. Inizialmente l'attentato è considerato un incidente. |
| Luglio 1970 – febbraio 1971 | Fatti di Reggio             | Reggio Calabria | Comitato d'Azione, Comitato unitario per Reggio capoluogo e Forze dell'ordine | Angelo Campanella, Carmelo Jaconis, Bruno Labate (civili), Antonio Bellotti e Vincenzo Curigiani (poliziotti) | Cronologia dei Fatti di Reggio. |
| 12 dicembre                 | Morte di Saverio Saltarelli | Milano          | Forze dell'ordine                                                             | Saverio Saltarelli (manifestante)                                                                             | In occasione del primo anniversario della strage di piazza Fontana il Movimento Studentesco organizzò una manifestazione in ricordo delle vittime, che era anche una manifestazione contro il Governo e la polizia. Le forze dell'ordine, in via Larga, si scontrarono con i manifestanti più violenti, si sviluppò un'accanita guerriglia urbana e furono sparati candelotti lacrimogeni: uno dei manifestanti, Saverio Saltarelli, fu colpito in pieno petto da un candelotto esploso ad altezza d'uomo, che gli spaccò il cuore. |